# Bruno Leuzinger

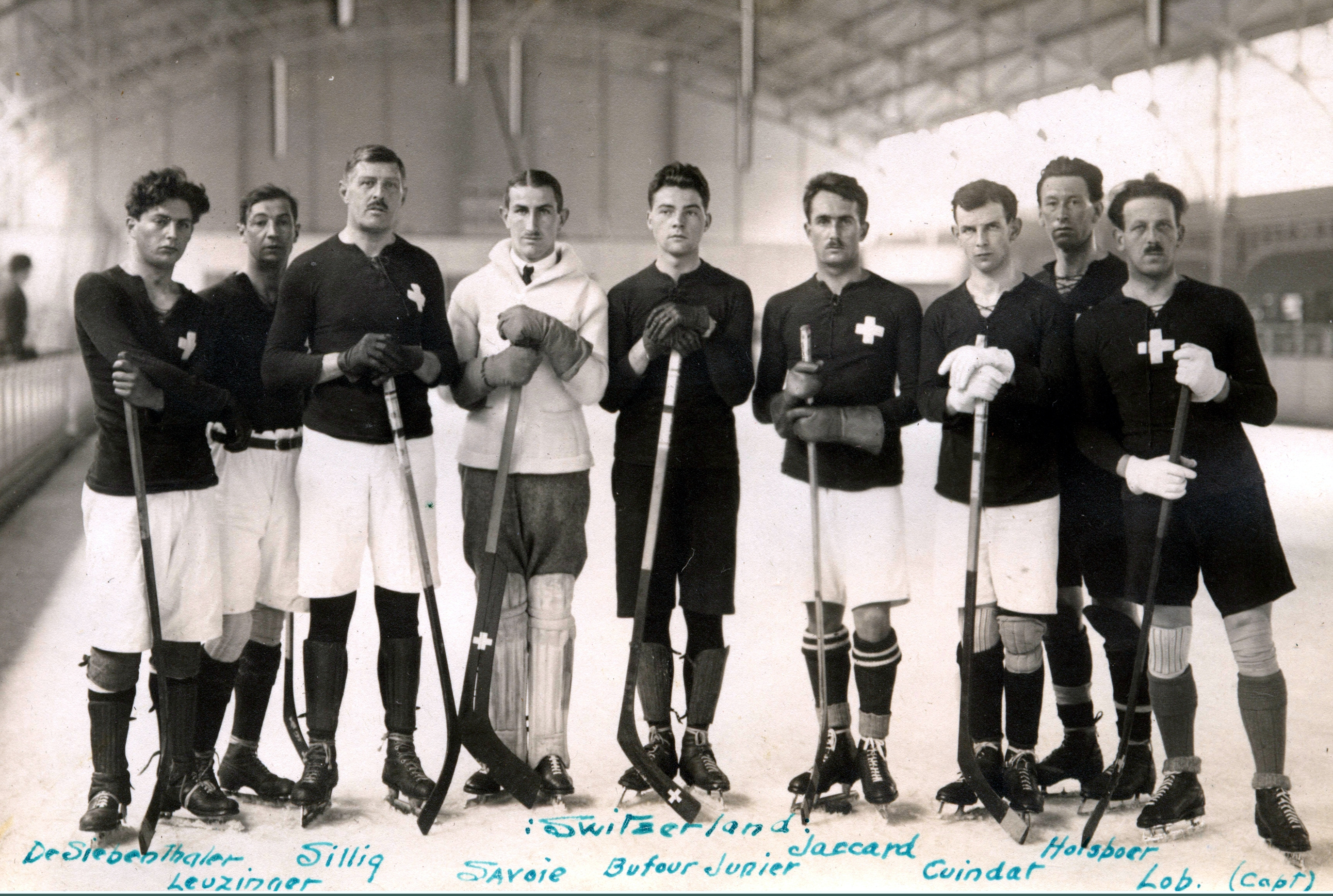
Schweizer Eishockeynationalmannschaft bei den Olympischen Sommerspielen 1920, Leuzinger zweiter von links

Bruno Leuzinger (* 6. Januar 1886 in Château-d’Oex; † 23. Dezember 1952 in Genf) war ein Schweizer Eishockeyspieler.

## Karriere
Bruno Leuzinger war ein Zahnarzt, der im Januar 1919 den Eishockeyclub  HC Château-d’Oex gründete und für diesen bis 1926 selbst spielte. Dabei gewann er 1924 die Schweizer Meisterschaft. Zuvor hatte er bereits ab der Saison 1908/09 beim Genève Hockey Club gespielt und wurde für die Europameisterschaft 1914 nominiert. Nach 1926 wurde er Präsident des HC Genève und arbeitete bis in die 1940er Jahre in der Geschäftsstelle des Vereins. Ab 1920 war er zudem Präsident des Schweizer Eishockeyverbandes „LSHG“, der heutigen Swiss Ice Hockey Federation.
Er nahm für die Schweizer Eishockeynationalmannschaft an den Olympischen Sommerspielen 1920 in Antwerpen sowie den Olympischen Winterspielen 1924 in Chamonix teil.